# خالد السعيدي

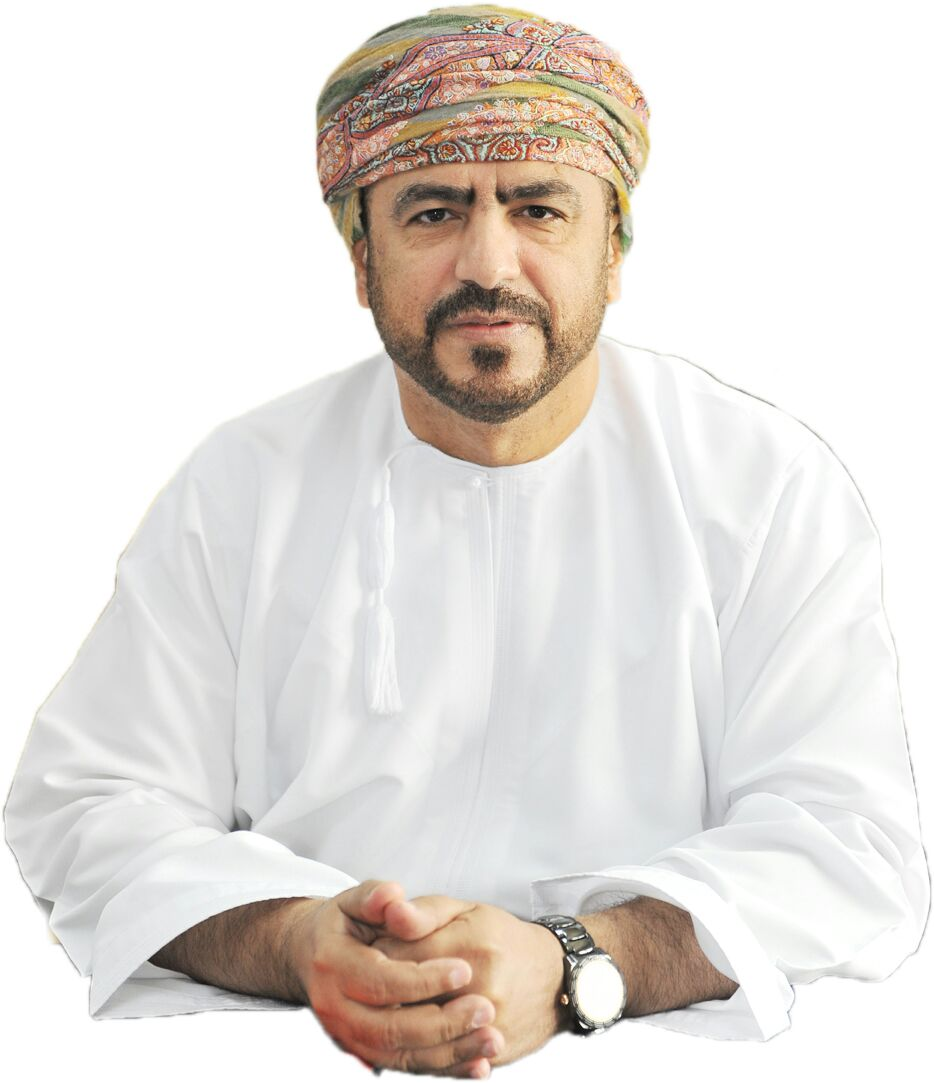
الدكتور خالـــد السعيــدي

خالد بن سالم بن سعيد السعيدي (13 أكتوبر 1962) الأمين العام لمجلس الدولة العماني بسلطنة عمان ورئيس اللجنة التنفيذية لجميعة الصداقة العُمانية الصينية، شغل منصب الأمين العام لمجلس الدولة بتاريخ 22 فبراير 1998 وهو رئيس لجنة النظر في الطعون على قرارات الربط الضريبي منذو عام 2004م وحتى الآن.

## المؤهلات العلمية
حصل على 	ليسانس في القانون، جامعة الإمارات العربية المتحدة، بتقدير أمتياز ثم توجه إلى القاهرة وحصل على 	دبلوم دراسات قضائية، بالمركز القومي للدراسات القضائية بجمهورية مصر العربية، ثم دبلوم قانون عام، ثم ماجستير في القانون، جمهورية مصر العربية وكان البحث بعنوان: الوسائل غير القضائية في حل المنازعات التجارية «التحكيم والتوفيق والمصالحة».
ثم حصل على شهادة الدكتوراة من جامعة القاهرة وكان عنوان الرسالة " الضوابط الدستورية للتجريم والعقاب والمحاكمة.

## الخبرات العملية
1. قاضياً ثم نائباً لرئيس المحكمة الجزائية في الفترة من 11/11/1986م إلى 22/2/1998م.
2. عضواً في اللجنة العربية لتوحيد التشريعات المنبثقة عن مجلس وزراء العدل العرب، المشاركة في إعداد مجموعة من مشروعات القوانين العربية النموذجية.
3. أمينا عاماً لمجلس الدولة.[2] بموجب المرسوم السلطاني رقم 4/98 بتاريخ 22 فبراير 1998م ولا يزال على راس العمل.
4. رئيس لجنة النظر في الطعون على قرارات الربط الضريبي منذو عام 2004م وحتى تاريخه.
5. رئيس اللجنة التنفيذية لجميعة الصداقة العُمانية الصينية وأمين عام الجميعة.

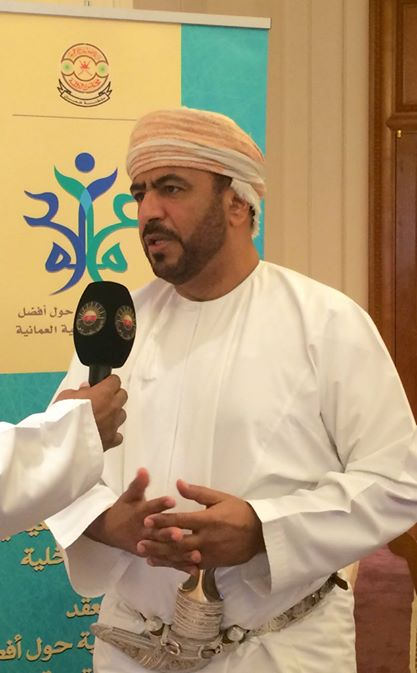
لقاء تلفزيوني :اللجنة الوطنية حول أفضل الممارسات المجتمعية العمانية

## النشاطات والمساهمات
- ترأس والمشاركة في العديد من اللجان التي كلفت بإعداد مشروعات القوانين المختلفة في السلطنة.

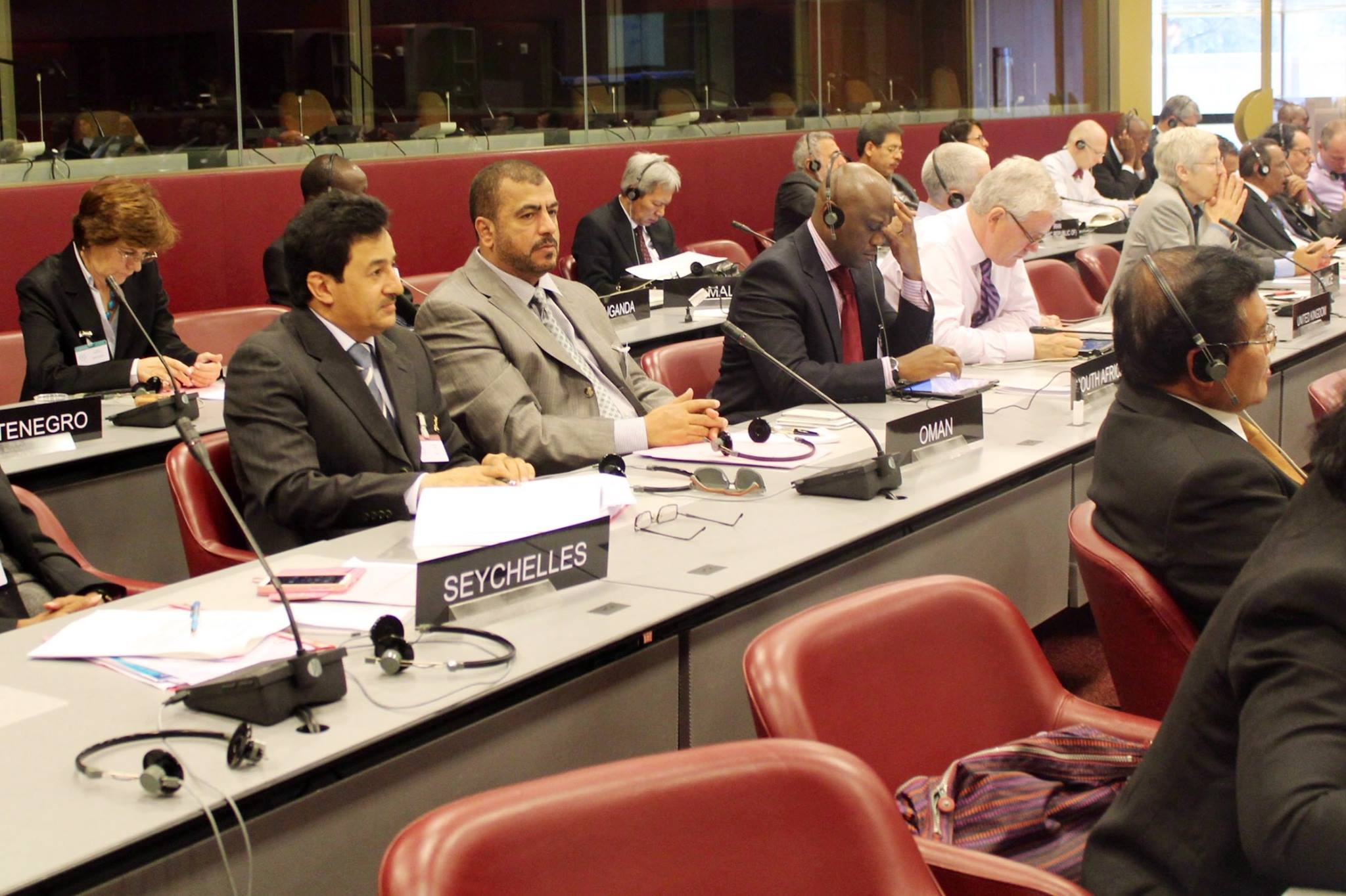
مؤتمر الأمناء البرلمانيين بجنيف

- درّس مادة مدخل القانون وضوابط التسبيب في الدورات التي أعدت لأعوان القضاء وممثلي الإدعاء العام بالسلطنة.
- ترأس والمشاركة في العديد من المؤتمرات العربية والعالمية واللجان التخصصية.

## وصلات خارجية
1. موقع الدكتور خـالد السعيــدي نسخة محفوظة 22 أكتوبر 2016 على موقع واي باك مشين.
2. موقع مجلس الدولة العماني نسخة محفوظة 17 مارس 2015 على موقع واي باك مشين.
3. سعادة الدكتور خالد السعيدي أمين عام مجلس الدولة – تصريح تلفزيوني نسخة محفوظة 15 أبريل 2018 على موقع واي باك مشين.
4. بحث بعنوان ضمانات الحقوق والحريات في مواجهة التجريم بقلم د.خالد السعيدي
5. الإطار الدستوري لضمانات المحاكمة العدلة للدكتور خالد السعيدي